# Леденёвка (Рязанская область)
Леденёвка — деревня в Михайловском районе Рязанской области России.

## История
Старое название деревни - Деденевка, по фамилии землевладельца. 
«Починок Деденев - за владычным сыном боярским за Федком за Григорьевым сыном Деденева».
Переселенцы из Леденёвки основали д. Наталинка.
До 1924 года деревня входила в состав Горностаевской волости Михайловского уезда Рязанской губернии
.

## Население
| 1929 | 2007 | 2010 |
| ---- | ---- | ---- |
| 252  | ↘14  | ↘9   |